# Редкобородый, Владимир Степанович
Владимир Степанович Редкобородый (р. 21 июня 1937 года, г. Тихорецк Краснодарского края, РСФСР, СССР ) — начальник охраны руководителей Советского Союза, генерал-майор.

## Биография
Получил высшее образование. В 1956–1961 находился на срочной и сверхсрочной службе в Вооружённых силах СССР. В органах государственной безопасности с 1962, до 1978 на различных должностях в 9-м управлении КГБ при СМ СССР, в 1980 заместитель начальника отдела управления Первого главного управления КГБ СССР, в 1980–1984 в командировке в Демократической республике Афганистан. С 1984 снова в 9-м управлении КГБ СССР. С 31 августа по 14 декабря 1991 года начальник управления охраны при аппарате президента СССР, затем до 5 мая 1992 начальник главного управления охраны РСФСР. С 1992 в отставке.

### Звания
- рядовой (1956);
- генерал-майор (1991).

### Награды
- орден Красной Звезды;
- орден Красного Знамени ДРА;
- другие государственные и ведомственные награды.